# Petrokimia Putra Gresik
La PS Petrolchimica Putra Gresik è stata una società calcistica indonesiana con sede nella città di Gresik. Il club è di proprietà della società SOE, PT PKG, ha vinto un campionato nazionale nel 2002.

## Storia
Il Petrokimia Putra Gresik venne fondato nel 1994 e, dopo aver perso la finale di campionato nel 1995, ottenne il suo unico titolo nel 2002, prima di sciogliersi nel 2005 dando vita al Gresik United.

## Palmarès

### Competizioni nazionali
- Campionato indonesiano di calcio: 1

2002

### Altri piazzamenti
- Campionato indonesiano di calcio:

Secondo posto: 1994-1995